# Grzybek (wojsko)
Grzybek – niewielki daszek, zwykle w formie ostrosłupa, utrzymywany przez centralną, pojedynczą podporę w formie słupa, chroniący wartownika albo dyżurnego przed warunkami atmosferycznymi. Pomalowany zazwyczaj w biało-czerwone pasy lub kolory maskujące. Mniejsza forma budki wartownika, stosowana w warunkach polowych lub terenie otwartym (np. przy leśnych duktach itp.), często tymczasowa i przenośna. Grzybek jest stosowany głównie w wojsku.